# يوسف الحسيني
يوسف مصطفى محمد الحسيني (20 فبراير 1975 -) إعلامي مصري ولد في القاهرة. حصل على بكالوريوس الاقتصاد عام 1997 ثم ديبلومة الاقتصاد, عمل كمذيع في القناة الفضائية المصرية منذ عام 1998 ولمدة 9 سنوات قدم خلالها العديد من البرامج منها “كل يوم كتاب” و “مقال الأسبوع”.
أدى الإعلامي يوسف الحسيني اليمين الدستورية لعضوية مجلس النواب، في 12 يناير 2021، وذلك بعد فوزه في الإنتخابات وحصوله على مقعد في البرلمان عن «القائمة الوطنية من أجل مصر».

## المسيرة الإعلامية
عمل بالعديد من القنوات التلفزيونية المصرية والعربية، ثم عمل في قناة المحور ثم قناة بيئتي المملوكة لجامعة الدول العربية التي قدم برنامجها الرئيسي ”توازن” ثم قناة “الساعة” والتي قدم برنامجها الصباحي ”صباح الكل” ثم برنامج العرض الصحفي اليومي ”حبر على ورق” ثم برنامجها المسائي اليومي ”ساعة بساعة” حتى انضم الي قناة «أون تي في» ليقدم “رمضان بلدنا” في 2011 ثم برنامجها الصباحي «صباح أون» ثم البرنامج السياسي الرئيسي «السادة المحترمون» ثم برنامج «بتوقيت القاهرة».
كتب مقالات لصحف ومجلات مصرية وعربية مثل روزا اليوسف، اليوم السابع، الصباح، عين، الوطن، السفير تحت عنوان «دبوس» «شاردة واردة» «في اللغة والسياسة» «فَكِّر»
كما قام بإنتاج فيلمين وثائقيين:
- «التنظيم» عن التنظيم الدولي للإخوان في لندن
- «الإمارة» عن تاريخ النظام الحاكم في قطر وعائلة آل ثاني

### رفضه وصف حسني مبارك بـ«الرئيس»
علّق الإعلامي يوسف الحسيني على المكالمة التي أجراها الإعلامي أحمد موسى صباح السبت 29 نوفمبر 2014 مع الرئيس الأسبق محمد حسني مبارك عقب النطق بالحكم ببراءته والذي وصف خلالها موسى حسني مبارك بـ«سيادة الرئيس» قائلا: «إزاي يا أستاذ أحمد موسى تتكلم مع مبارك وتقوله يا سيادة الرئيس؟ مبارك ده رئيسك أنت، لكن مصر ليها حق، ولازم ناخد القصاص لمصر من اللي عمله فيها على مر 30 سنة». كما طالب الحسيني الرئيس عبد الفتاح السيسي بمحاكمة حسني مبارك «سياسيا بتطبيق قانون الغدر». كما اتهم مبارك بإجراء صفقات سياسية مع جماعة الإخوان المسلمين و«الذين وصلوا لذروة نفوذهم في عهده» حسب وصفه.

## أسرته
هو ابن الكاتب الصحفي والمترجم مصطفى الحسيني ووالدته الكاتبة تحية عبد الوهاب وشقيقته مريم الحسيني خبيرة مصرفية، وله من الأخوة هاني الحسيني الأستاذ الجامعي، وبسمة الحسيني خبيرة الحوكمة الثقافية بمنظمة اليونسكو.